# Walt Ader
Walt Ader (Long Valley, Nueva Jersey, 15 de diciembre de 1913-Califon, Nueva Jersey, 15 de noviembre de 1982) fue un piloto de automovilismo estadounidense. Corrió en Fórmula 1, pero solo corrió una vez en Indy 500, cuando también era parte del campeonato de la FIA, el 30 de mayo de 1950, para el equipo Sampson Manufacturing. Terminó 22º y, por lo tanto, no consiguió ningún punto para el campeonato.

## Resultados

### Fórmula 1
(Clave) (negrita indica pole position) (cursiva indica vuelta rápida)

| Año  | Escudería             | 1   | 2   | 3      | 4   | 5   | 6   | 7   | Pos. | Puntos |
| ---- | --------------------- | --- | --- | ------ | --- | --- | --- | --- | ---- | ------ |
| 1950 | Sampson Manufacturing | GBR | MON | 500 22 | SUI | BEL | FRA | ITA | NC   | 0      |

- [1]